# Molécula de van der Waals

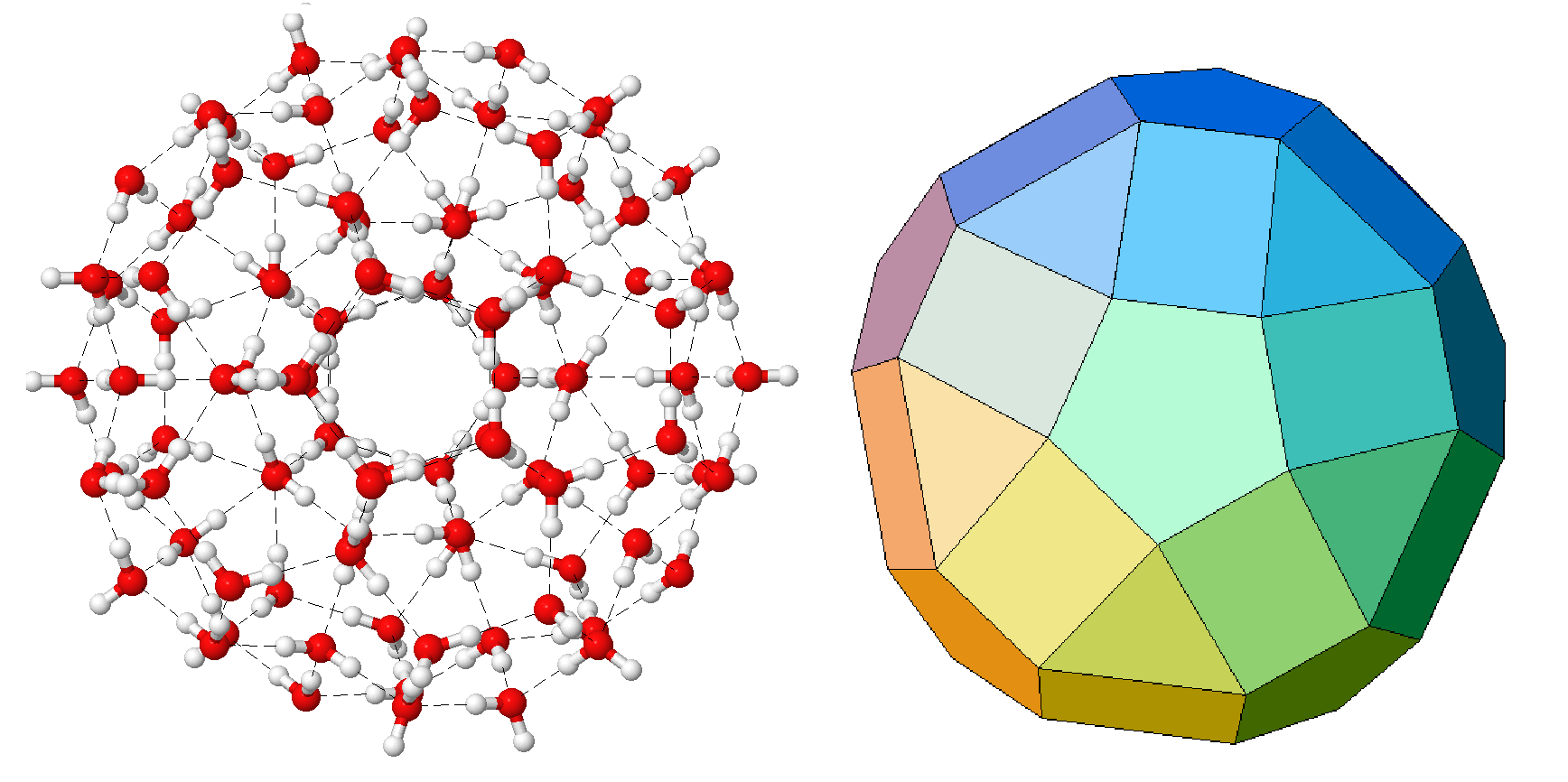
Estructura calculada de un cluster de agua icosaédrico (H_{2}O)100

Una molécula de van der Waals es un cúmulo estable que consiste de dos o más moléculas unidas por fuerzas de van der Waals o por enlaces de hidrógeno. El nombre se originó a principios de los 1970s cuando se observaron con regularidad cúmulos moleculares estables en el haz molecular de la espectroscopia de microondas.
En los haces moleculares (supersónicos), las temperaturas son muy bajas (generalmente por debajo de los 5 K). A estas temperaturas bajas, las moléculas de van der Waals (vdW) son estables y pueden ser investigadas por espectroscopia de microondas y espectroscopia infrarroja. También se forman moléculas vdW en equilibrio de gases fríos, aunque en menores concentraciones, dependiendo de la temperatura. Las transiciones rotacionales y vibracionales en las moléculas vdW han sido observadas en gases, principalmente por espectroscopia UV e IR.
Las moléculas de van der Waals suelen ser no rígidas y las diferentes versiones están separadas por barreras energéticas bajas, de tal forma que el tunneling splitting, observable en espectros del infrarrojo lejano, son relativamente grandes. Entonces, en el infrarrojo lejano se pueden observar vibraciones, rotaciones y movimientos de túnel intermoleculares de moléculas vdW (espectroscopia VRT). El estudio por espectroscopia VRT de las moléculas vdW es una de las rutas más directas para el entendimiento de las fuerzas intermoleculares
Algunos ejemplos de moléculas vdW bien estudiadas son Ar2, H2-Ar, benceno-Ar, (H2O)2, y (HF)2